# جی‌ام‌سی یوهو
جی‌ام سی یوهو (江铃域虎) یک پیکاپ اندازه متوسط است که توسط ژیانگلینگ موتورز برای بازار چین تولید می‌شود. این مدل همچنین به عنوان نسل دوم بردینگ یا بائودیان (宝典) در چندین بازار فروخته شد و همچنین جانشین جی‌ام‌سی بائودیان است. یوهو بعداً چندین گونه تولید کرد که در کنار یکدیگر فروخته شدند، از جمله بائودیان معمولی، جی‌ام‌سی یوهو ۳ و جی‌ام‌سی یوهو ۵.

## بررسی اجمالی
پیکاپ جی‌ام‌سی یوهو دارای عناصر طراحی بیرونی مشابهی با فورد رنجر و مزدا بی‌تی-۵۰ است.
در نمایشگاه خودروی شانگهای ۲۰۱۵، ژیانگلینگ موتورز یک نسخه مفهومی کوپه آفرود از این پیکاپ را با همکاری فورد به نمایش گذاشت.
ژیانگلینگ در سال ۲۰۱۶ وارد بازار استرالیا شد و این کامیون اولین مدلی است که با نام جی‌ام‌سی ویگوس به فروش می‌رسد. ژیانگلینگ در سال ۲۰۱۸ به دلیل فروش ضعیف ویگوس بازار استرالیا را ترک کرد.

جی‌ام‌سی یوهو

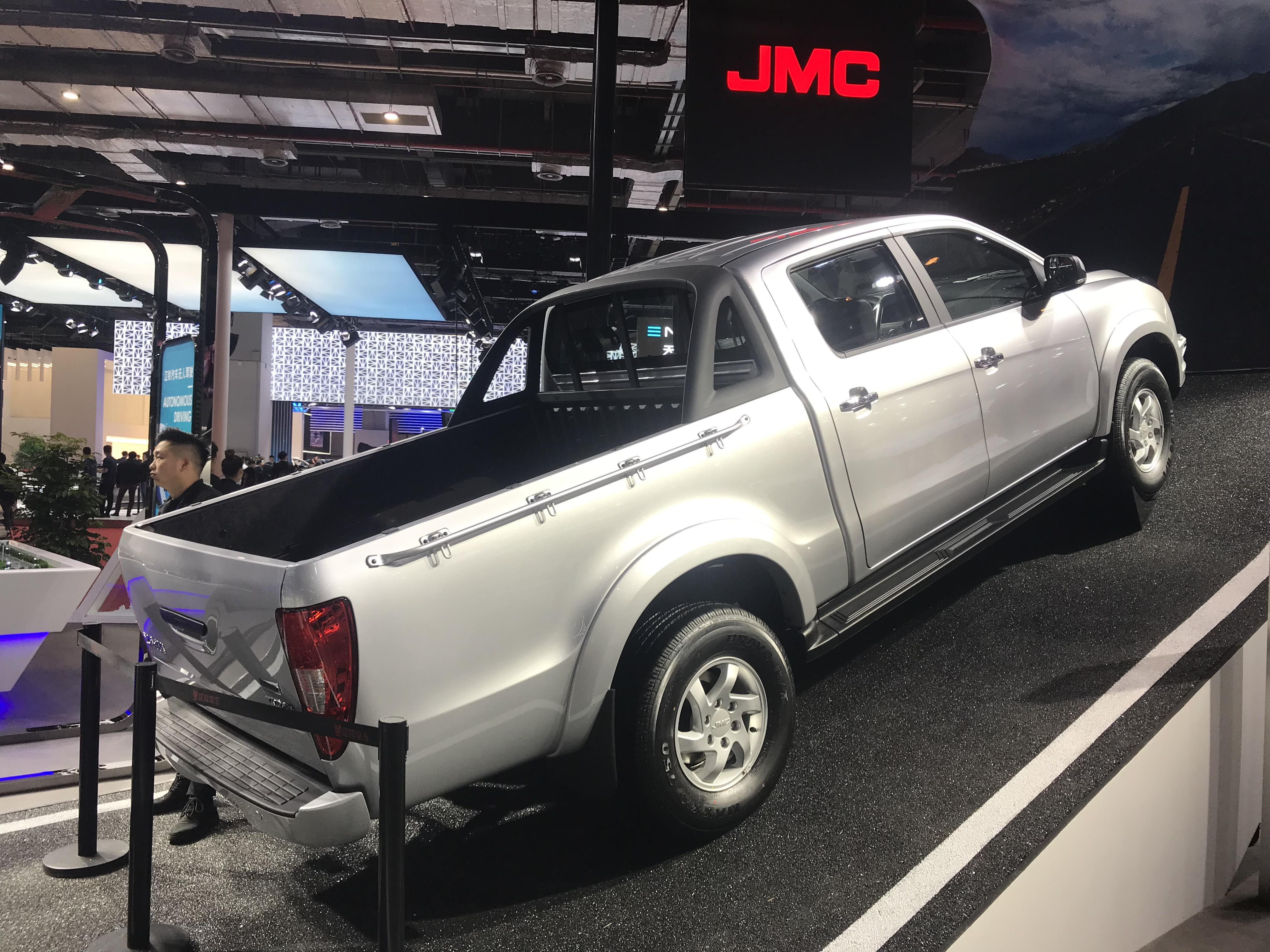
جی‌ام‌سی یوهو (عقب)
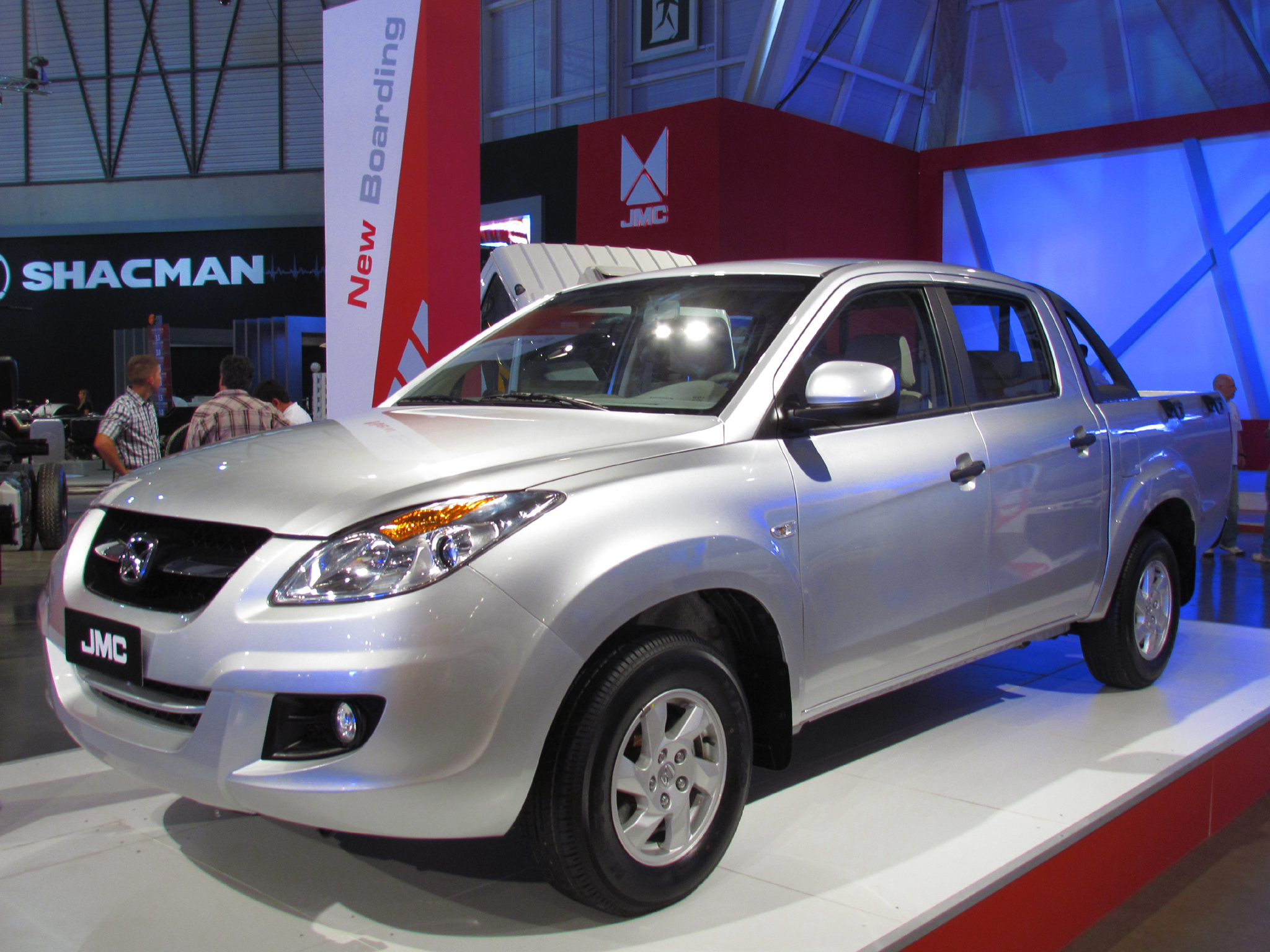
جی‌ام سی در بازارهای خارج از کشور. (جلو)

### جی ام سی بائودیان
بائودیان بروز شده مبتنی بر یوهو یک مدل سطح مبتدی از محدوده یوهو است و هدف آن جایگزینی پیکاپ قدیمی بائودیان است. این مدل مجموعه‌ای از مدل‌های محرک چرخ عقب و چهار چرخ محرک را با دو موتور ۲٫۵ لیتری دیزل توربو و موتور ۱٫۸ لیتری بنزینی توربو ارائه می‌دهد. وی بائودیان را می‌توان با ۱۶ سطح تریم خریداری کرد.

### جی‌ام‌سی یوهو۳ و یوهو۵
یوهو۳ و یوهو۵ دو مدل از جی‌ام‌سی یوهو هستند که در زیر پیکاپ یوهو۷ در بازار قرار گرفته‌اند. یوهو۳ و یوهو۵ در طراحی سپر جلو کمی متفاوت هستند و قیمت متفاوتی دارند. یوهو۳ مجموعه‌ای از مدل‌های محرک چرخ عقب و چهار چرخ محرک را با دو موتور که شامل یک موتور ۲٫۵ لیتری دیزل توربو و یک موتور ۱٫۸ لیتری بنزینی توربو می‌شود، درحالیکه یوهو۵ مجموعه‌ای از چرخ‌های محرک و چهار چرخ عقب را ارائه می‌دهد. مدل‌های درایو با دو موتور که شامل یک موتور ۲٫۴ لیتری دیزل توربو و یک موتور ۲٫۰ لیتری دیزل توربو می‌شود به بازار عرضه شد.

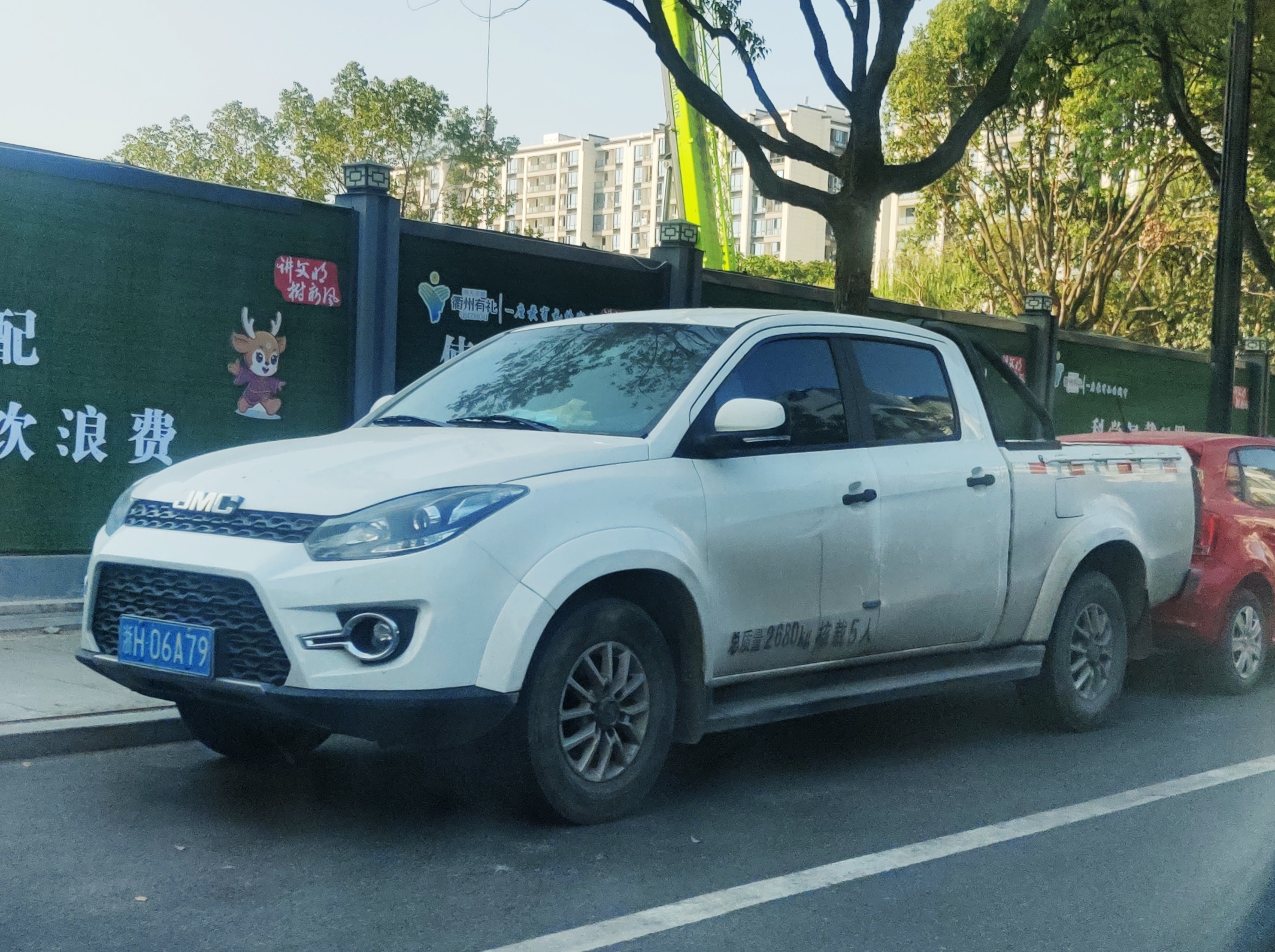
جی‌ام‌سی یوهو ۳
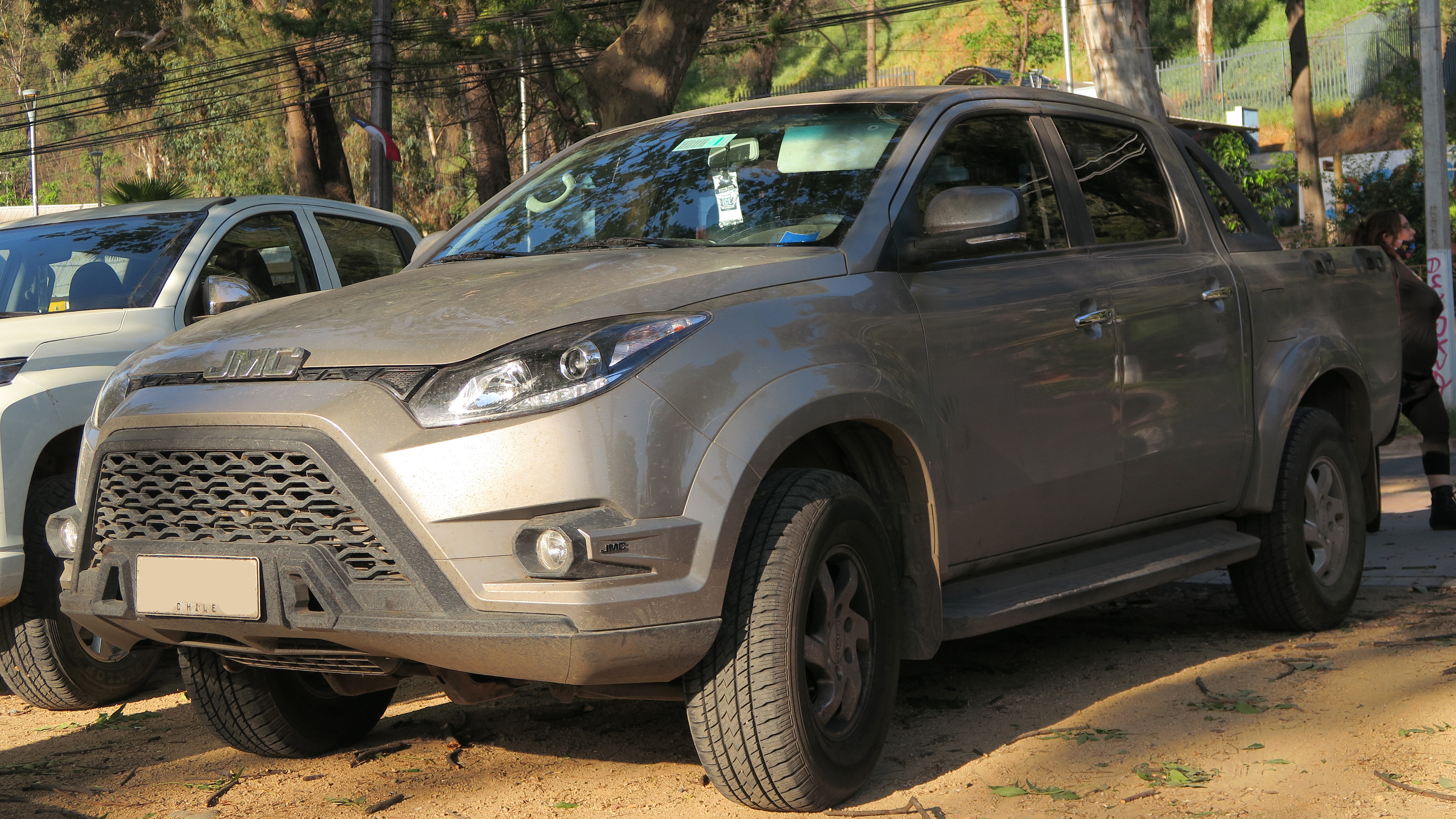
جی‌ام‌سی ویگوس (فروش به عنوان یوهو ۵ در چین)